# Fechtweltmeisterschaften 1958
Die 14. Fechtweltmeisterschaft fand 1958 in Philadelphia statt. Es wurden acht Wettbewerbe ausgetragen, sechs für Herren und zwei für Damen.

## Herren

### Florett, Einzel
| Platz | Land | Sportler            |
| ----- | ---- | ------------------- |
| 1     | ITA  | Giancarlo Bergamini |
| 2     | HUN  | Ferenc Czvikovszky  |
| 3     | FRA  | Bernard Baudoux     |

### Florett, Mannschaft
| Platz | Land        | Sportler                                                                                             |
| ----- | ----------- | --- |
| 1     | Frankreich  | Claude Bancilhon, Bernard Baudoux, Roger Closset, Christian d’Oriola, Jacques Guittet, Claude Netter |
| 2     | Sowjetunion | Mark Midler, Juri Rudow, Juri Sissikin, German Sweschnikow                                           |
| 3     | Italien     | Giancarlo Bergamini, Mario Curletto, Edoardo Mangiarotti, Alberto Pellegrino, Antonio Spallino       |

### Degen, Einzel
| Platz | Land | Sportler                  |
| ----- | ---- | ------------------------- |
| 1     | GBR  | Bill Hoskyns              |
| 2     | ITA  | Edoardo Mangiarotti       |
| 3     | URS  | Arnold Tscharnuschewitsch |

### Degen, Mannschaft
| Platz | Land       | Sportler |
| ----- | ---------- | --- |
| 1     | Italien    | Franco Bertinetti, Giuseppe Delfino, Edoardo Mangiarotti, Carlo Pavesi, Alberto Pellegrino, Gianluigi Saccaro |
| 2     | Ungarn     | Lajos Balthazár, Árpád Bárány, Tamás Gábor, István Kausz                                                      |
| 3     | Frankreich | Daniel Dagallier, Jacques Guittet, Maurice Huet, Gérard Lefranc, Armand Mouyal, René Queyroux                 |

### Säbel, Einzel
| Platz | Land | Sportler         |
| ----- | ---- | ---------------- |
| 1     | URS  | Jakow Rylski     |
| 2     | URS  | Dawid Tyschler   |
| 3     | POL  | Jerzy Twardokens |

### Säbel, Mannschaft
| Platz | Land        | Sportler                                                                                              |
| ----- | ----------- | --- |
| 1     | Ungarn      | Aladár Gerevich, Zoltán Horváth, Rudolf Kárpáti, Pál Kovács, Tamás Mendelényi                         |
| 2     | Sowjetunion | Lew Kusnezow, Umjar Mawlichanow, Jakow Rylski, Dawid Tyschler                                         |
| 3     | Polen       | Emil Ochyra, Zygmunt Pawlas, Jerzy Pawłowski, Andrzej Piątkowski, Jerzy Twardokens, Wojciech Zabłocki |

## Damen

### Florett, Einzel
| Platz | Land | Sportlerin           |
| ----- | ---- | -------------------- |
| 1     | URS  | Walentina Rastworowa |
| 2     | URS  | Emma Jefimowa        |
| 3     | HUN  | Ildikó Rejtő         |

### Florett, Mannschaft
| Platz | Land           | Sportlerinnen                                                                                  |
| ----- | -------------- | ---------------------------------------------------------------------------------------------- |
| 1     | Sowjetunion    | Galina Gorochowa, Emma Jefimowa, Walentina Rastworowa, Walentina Prudskowa, Alexandra Sabelina |
| 2     | BR Deutschland | Astrid Berndt, Helmi Höhle, Ilse Keydel, Helga Mees, Heidi Schmid                              |
| 3     | Frankreich     | Kate Delbarre, Renée Garilhe, Françoise Mailliard, Régine Veronnet                             |